# Proclamacions del Bisbe Ramir Sanxes i Garcia Ramires (1134)
Les Proclamacions del Bisbe Ramir Sanxes i Garcia Ramires com a reis es produïren el setembre del 1134 després de la mort del rei Alfons I d'Aragó i Pamplona el 7 de setembre del 1134.

## Context
La invasió s'emmarca en la problemàtica sorgida arran del Testament d'Alfons I d'Aragó (1131) per la seva successió.

## Antecedents
El rei Alfons I d'Aragó i Pamplona «el Batallador» morí el 7 de setembre de 1134, poc després de la derrota aragonesa en el Setge de Fraga; aquest fet provocà el pànic al Regne d'Aragó i, temerosos d'una possible contraofensiva almoràvit, els cristians despoblaren les terres de Barbastre i les del sud de Daroca, provocant que la línia fronterera amb les terres musulmanes retrocedís als límits del segle anterior.
El Testament d'Alfons I d'Aragó i Pamplona (1131) bloquejava qualsevol possible resposta organitzada, perquè resultava impossible que els ordes militars de Jersualem es posessin al capdavant de la governació dels regnes d'Aragó i de Pamplona; per agreujar aquesta caòtica situació, els més prominents rics-homnes d'Aragó havien actuat com a testimonis del testament del rei Alfons I d'Aragó i Pamplona i, per tant, havien jurat actar-lo, fet que els impossibilitava per a prendre qualsevol iniciativa contrària a les disposicions testamentàries del difunt rei sense trencar el seu jurament. La iniciativa la prengueren un reduït nombre de nobles aragonesos de Jaca i Barbastre que no havien participat en Setge de Baiona, durant el qual s'havia fet el testament, raó per la qual aquests estaven lliures del jurament d'acatar les voluntats del difunt rei.

### Les proclamacions del bisbe Ramir Sanxes i de Garcia Ramires
L'11 de setembre de 1134, tan sols quatre dies després de la mort del rei, els habitants de Jaca reconegueren al Bisbe Ramir, germà del difunt rei Alfons, com a nou rei d'Aragó. El bisbe Ramir sortí del monestir i passà a les terres de Barbastre per tal de rebre l'obediència d'aquelles terres.
Per contra, la un reduït nombre de nobles navarresos es mostrà disconforme amb l'elecció del bisbe Ramir, doncs el consideraren incapaç de defensar la terra contra el rei de Castella, qui pocs dies després de la mort d'Alfons I d'Aragó i Pamplona havia posat setge a Vitoria, pres alguns llocs del regne de Pamplona i es preparava per envair el Regne d'Aragó. El bisbe de Pamplona Sancho de Larrosa, l'abat Aznar de Irache, i els cavallers Ladrón Íñiguez Vélez, Guillén Aznárez d'Oteiza i Ximeno Aznárez de Torres, proclamaren a un descendent del rei Garcia Sanxes III de Pamplona, Garcia Remírez, com a nou rei, tot i no comptar amb la conformitat dels aragonesos. Garcia Ramires de Pamplona s'intitulà «gratia Dei Pampilonensium rex», proclamant la recuperació i restauració del regne de Pamplona.
Per la seva banda, durant el setembre del 1134, els nobles aragonesos es reuniren a Osca on proclamaren rei al bisbe Ramir, qui atorgà carta de franquícia a tots els francs pobladors d'Osca, i on ja signà com a rei.
Entre finals de setembre i principis d'octubre, el ja nou rei Ramir II d'Aragó passà a la vila d'Alagó, per entrar finalment a Saragossa; entre els seus valedors principals hi havia el bisbe d'Osca Arnaldo Dodon, el bisbe de Saragossa García Guerra de Majones, i el bisbe de Tarassona Miguel Cornel, el comte d'Urgell i senyor de Bolea Ermengol VI, el comte de Pallars Artau III, el senyor d'Osca i Alquézar Fortun Galíndez, Castan de Biel, el senyor d'Ayerbe Martín Galíndez, el senyor d'Olalla Férriz, el senyor de Calatayud i Ricla Lope López, el senyor de Turbena Rodrigo Pérez, el senyor de Montagut Pero Tizón, i el senyor de Cascante i Arguedas Johan Díez. A Saragossa estant, el rei Ramir II d'Aragó jurà els privilegis de la Catedral.

## Conseqüències
La rivalitat entre ambdós candidats portà a la separació dels regnes d'Aragó i Pamplona.